# Cronologia da história do Brasil
Segue-se uma cronologia da História do Brasil.

## Colônias do Reino de Portugal na América do Sul

### Século XV
- 1500:
  - 26 de janeiro: O navegador espanhol Vicente Yáñez Pinzón alcança o Cabo de Santo Agostinho (atual Pernambuco)[1]
  - Fevereiro / março: O navegador espanhol Diego de Lepe alcança a costa Nordeste do que hoje é o Brasil[1]
  - 22 de abril: O navegador português Pedro Álvares Cabral alcança a região de Nhoesembé (atual município de Porto Seguro, no estado brasileiro da Bahia) — data oficial da chegada dos colonizadores europeus no atual Brasil, também conhecido como "descoberta do Brasil"
  - 26 de abril: primeira missa no Brasil, celebrada por Frei Henrique de Coimbra

### Século XVI
- 1501: Expedição exploratória à costa do novo continente, com o genovês Américo Vespúcio
- 1502: Manuel I de Portugal declara monopólio da Coroa a exploração do pau-brasil (pau-de-pernambuco), arrendando-o por três anos a um consórcio liderado pelo cristão-novo Fernão de Noronha
- 1503: Expedição exploratória à costa dos possíveis domínios portugueses na América, sob o comando do Português Gonçalo Coelho
- 1504: A ilha de Fernando de Noronha torna-se a primeira capitania hereditária brasileira, doada pelo rei D. Manuel a Fernão de Loronha
- 1511: Viagem da nau Bretoa, que embarca, na Feitoria de Cabo Frio (atual Cabo Frio), pau-brasil, animais e aves tropicais
- 1516:
  - Expedição guarda-costas sob o comando de Cristóvão Jacques
  - Construção do primeiro engenho de açúcar da América portuguesa, na Feitoria de Itamaracá (atual Pernambuco), confiada a Pero Capico
- 1519: Expedição de Cristóvão Jacques ao rio da Prata
- 1526: Expedição guarda-costas sob o comando de Cristóvão Jacques
- 1530-1533: Expedição de Martim Afonso de Sousa
- 1532: Fundação da primeira vila do Brasil, São Vicente, por Martim Afonso de Sousa
- 1534: Estabelecimento do sistema de capitanias hereditárias no território continental português na América do Sul
- 1535:
  - Fundação de Igarassu e de Olinda, na Capitania de Pernambuco, por Duarte Coelho
  - Fundação de Vila Velha, na Capitania do Espírito Santo, por Vasco Fernandes Coutinho
- 1537: Surgimento da povoação do Recife, na Capitania de Pernambuco
- 1539-1542: Chegada da primeira leva de escravos africanos ao Brasil, em Pernambuco
- 1540: A primeira Santa Casa do Brasil é fundada em Olinda
- 1548:
  - Capitania da Bahia transformada em capitania da Coroa, é instituído o Estado do Brasil, com a instalação o Governo Geral
  - Chegada do padre Manuel da Nóbrega (S.J.)
- 1549: Fundação da cidade de Salvador
- 1554: Fundação do Colégio de São Paulo de Piratininga pelos jesuítas José de Anchieta, Manuel de Nóbrega e outros, embrião da futura cidade de São Paulo
- 1555: Estabelecimento de uma colónia Francesa na baía de Guanabara por Nicolas Durand de Villegagnon, a chamada França Antártica
- 1557: Nomeação de Mem de Sá como Governador Geral do Estado do Brasil
- 1560: Mem de Sá desaloja os Franceses da baía de Guanabara, conquistando e destruindo o Forte Coligny
- 1565: Fundação da cidade de São Sebastião do Rio de Janeiro por Estácio de Sá, sobrinho de Mem de Sá, no sopé do morro Cara de Cão (Urca)
- 1566: Derrota definitiva dos Franceses na baía de Guanabara e transferência da cidade do Rio de Janeiro para o alto do morro do Castelo
- 1567: O Governador da Capitania do Rio de Janeiro, Salvador Correia de Sá sistematiza o tráfico de escravos africanos para o Estado do Brasil
- 1580-1640: Dinastia Filipina em Portugal (período da chamada "União Ibérica")
- 1585:  Fundação, em 5 de agosto, de Cidade Real de Nossa Senhora das Neves (atual João Pessoa)
- 1590: Fundação da cidade de São Cristóvão (localizada no atual estado de Sergipe) por Cristóvão de Barros em 1º de janeiro
- 1594: Estabelecimento de Franceses na Ilha Grande (atual São Luís do Maranhão), a chamada França Equinocial
- 1595: Saque do Recife pelo corsário inglês James Lancaster, no contexto da Guerra Anglo-Espanhola

### Século XVII
- 1609: Os Neerlandeses passam a negociar açúcar diretamente com Estado do Brasil
- 1616: Fundação do Forte do Presépio, em 12 de janeiro, embrião da Vila de Nossa Senhora de Belém do Grão-Pará (atual Belém do Pará), por Francisco Caldeira Castelo Branco
- 1624: Primeira invasão neerlandesa, com a conquista de Salvador
- 1625: Reconquista de Salvador do controle neerlandês (Jornada dos Vassalos)
- 1629: Bandeirantes (Raposo Tavares e Manuel Preto) assaltam e saqueiam as Missões Jesuíticas no Guaíra
- 1630: Segunda invasão neerlandesa com a conquista de Olinda e Recife
- 1631: em 24 de novembro, Olinda, então a urbe mais rica do Estado do Brasil, é saqueada e incendiada pelos holandeses, ficando em ruínas
- 1637: Invasão neerlandesa de São Cristóvão, deixando-a praticamente destruída
- 1640: Restauração Portuguesa
- 1645-1654: Insurreição Pernambucana
- 1645: Expulsão dos neerlandeses da Capitania de Sergipe
- 1648: Batalha dos Guararapes (primeira grande vitória dos pernambucanos sobre os Neerlandeses)
- 1654: Capitulação do campo do Taborda (rendição final Neerlandesa na capitania de Pernambuco)
- 1661: Paz de Haia: os Países Baixos reconhecem formalmente a perda de Pernambuco
- 1680: Fundação da Colônia do Sacramento
- 1684: Revolta dos Beckman, no Maranhão
- 1693: Primeiras descobertas de ouro na região das das minas recém-descobertas na América portuguesa (futura capitania de Minas Gerais)
- 1695: As forças de Domingos Jorge Velho conquistam e arrasam o Quilombo dos Palmares

### Século XVIII
- 1705: Início da grande migração portuguesa para os territórios das minas recém-descobertas na América portuguesa
- 1708: Guerra dos Emboabas nos territórios das minas recém-descobertas na América portuguesa
- 1709: Criação da Capitania de São Paulo e Minas de Ouro
- 1710: São Cristóvão foi invadida pelos habitantes de Vila Nova, região norte de Sergipe, revoltados com a cobrança de impostos por Portugal
- 1710-1711: Guerra dos Mascates em Pernambuco
- 1715: Assinatura do Tratado de Utrecht, entre Portugal e Espanha
- 1720: Criação da capitania das Minas Gerais, desmembrada da capitania de São Paulo
- 1727: Introdução do cafeeiro, a partir da Guiana Francesa, no Pará, por Francisco de Melo Palheta
- 1750: Assinatura do Tratado de Madrid, entre Portugal e Espanha
- 1759: Extinção das capitanias hereditárias
- 1761: Assinatura do Tratado de El Pardo, entre Portugal e Espanha
- 1763: Transferência da capital do Estado do Brasil para a cidade do Rio de Janeiro
- 1777: Assinatura do Tratado de Santo Ildefonso, entre Portugal e Espanha
- 1789: Inconfidência Mineira
- 1792: Enforcado Tiradentes, um dos líderes da Inconfidência Mineira
- 1798-1799: Conjuração Baiana

### Século XIX
- 1801: Assinatura do Tratado de Badajoz, entre Portugal e Espanha
- 1808: Transferência da corte portuguesa para o Rio de Janeiro e a abertura dos portos às nações amigas

## Reino do Brasil, unido aos reinos de Portugal e Algarves
- 1815: Estado do Brasil elevado à condição de reino, unido à Portugal e Algarves
- 1816: Missão artística francesa chega ao Brasil
- 1817: Revolução Pernambucana
- 1820: Revolução Liberal do Porto e no dia 8 de julho, através de decreto de Dom João VI, Sergipe foi emancipado da Bahia, sendo São Cristóvão, a capital
- 1821: 
  - 21 de fevereiro: as cortes transformam todas as capitanias do Brasil em províncias
  - Retorno da corte ao Reino de Portugal
- 1822: 
  - 9 de Janeiro: Dia do Fico

## Império
- 1822

7 de setembro: Proclamação da Independência do Reino do Brasil em relação a Portugal
12 de outubro: D. Pedro I é aclamado imperador do recém independente Império do Brasil
- 1824: 25 de Março outorgada por Pedro I a primeira constituição brasileira
- 1824: Confederação do Equador, em Pernambuco
- 1828: Guerra da Cisplatina
- 1831: Pedro I abdica do trono do Brasil
- 1833:
  - 22 de março: Revolta do Ano da Fumaça
  - 13 de maio: Revolta de Carrancas
- 1834-1835: Rusga, em Mato Grosso
- 1835: Revolta dos Malês
- 1835-1845: Revolução Farroupilha
- 1837-1838: Sabinada
- 1838-1840: Balaiada
- 1840: Golpe de Estado da Declaração da Maioridade: imperador Pedro II assume o trono, com apenas 14 anos
- 1884 Ceará e Amazonas tornaram-se os dois primeiros estados do Brasil a abolir a escravidão
- 1850: Lei Eusébio de Queirós
- 1855: 
  - 17 de março: o então presidente da Província de Sergipe, Inácio Joaquim Barbosa, transfere a capital de São Cristóvão para Aracaju
- 1865-1870: Guerra do Paraguai
- 1870: Lançamento do Manifesto Republicano
- 1871: Lei do Ventre Livre
- 1881: inaugurada a estação de São João del-Rei da Estrada de Ferro Oeste de Minas, com a presença do imperador Pedro II
- 1885: Lei dos Sexagenários
- 1888: Em 13 de maio é assinada a Lei Áurea, extinguindo a escravidão legal no Brasil

## República

### República da Espada

#### Século XIX
- 1889: 15 de novembro: golpe de Estado militar ou proclamação da República
- 1891: Promulgada a segunda constituição do Brasil
- 1891-1894: Revolta da Armada
- 1893-1895: Revolta Federalista no Rio Grande do Sul
- 1894: Eleito Prudente de Morais, primeiro presidente civil do Brasil

### República "oligárquica"

#### Século XIX
- 1894:
  - 15 de novembro: Posse de Prudente de Morais, tornando-se o terceiro Presidente da República
- 1895: 
  - 5 de fevereiro: Termina a Questão de Palmas
  - 13 de março: A revolta na Escola Militar acontece no Rio de Janeiro
  - 16 de março: O Brasil reata as relações diplomáticas com Portugal
  - 14 de abril: O primeiro jogo de futebol do país é realizado entre funcionários de empresas inglesas e promovido por Charles Miller, na Várzea do Carmo, em São Paulo[2]
  - 1 de maio: O Dia Internacional dos Trabalhadores é comemorado pela primeira vez no país, em Santos, São Paulo
  - 23 de agosto: A paz entre os republicanos e os federalistas é assinada em Pelotas, Rio Grande do Sul, terminado a Revolução Federalista.
  - 1 de outubro: Fundado o jornal Correio do Povo no Rio Grande do Sul
  - 5 de novembro: O Tratado de Amizade, Comércio e Navegação entre o Japão e o Brasil é assinado em Paris, França, estabelecendo as relações diplomáticas entre os dois países
- 1896-1897: Guerra de Canudos
- 1900:
  - 15 de março: O Governo brasileiro envia a força da Marinha do Brasil para o Acre
  - 25 de abril: O território do Acre é reincorporado à Bolívia
  - 7 de maio: Começa a funcionar a primeira linha de bondes elétricos em São Paulo
  - 26 de maio: Entra em vigor o Tratado de Limites entre o Brasil e a Argentina
  - 15 de agosto: Os primeiros imigrantes chineses chegam ao país
  - 1º de dezembro: A Comissão de Arbitragem em Genebra, na Suíça, concede a posse do território do Amapá disputado ao Brasil, incorporado ao estado do Pará com o nome de Araguari
  - 24 de dezembro: Os brasileiros são derrotados pelos militares bolivianos, que dissolvem a República do Acre
  - 29 de dezembro: O exército da Bolívia ocupa o Acre

#### Século XX
- 1904: Revolta da Vacina
- 1910: Revolta da Chibata
- 1912-1914: Guerra do Contestado
- 1922:
  - 13 a 17 de fevereiro: Semana de Arte Moderna
  - 5 de julho: Revolta dos 18 do Forte de Copacabana
  - 15 de novembro: Artur Bernardes é empossado como 12º presidente do Brasil
- 1924: 
  - 5 de julho: Eclode a Revolta Paulista, a segunda revolta do Tenentismo, na cidade de São Paulo
  - 12 de julho: Inicia um levante militar em Bela Vista, Mato Grosso
  - 13 de julho: Acontece a revolta armada em Aracaju
  - 20 de julho: São realizadas as eleições municipais[3]
  - 23 de julho-28 de agosto: Comuna de Manaus
  - 26 de setembro: O dia 1º de maio é consagrado à confraternidade universal das classes operárias e à comemoração dos mártires do trabalho pelo então presidente Arthur Bernardes
  - 28 de outubro: Luiz Carlos Prestes lidera os levantes tenentistas no Rio Grande do Sul, que dariam origem à Coluna Prestes
  - 5 de novembro: O dia 12 de outubro é oficializado como Dia das Crianças pelo presidente Arthur Bernardes por meio do decreto federal nº 4.867[4]

- 1924-1927: Coluna Prestes
- 1930:
  - 1º de março: É realizada a décima segunda eleição presidencial da Republica dos Estados Unidos do Brasil, vencida por Júlio Prestes
  - 22 de maio: O dirigível alemão, Zeppelin, chega a Recife, no estado de Pernambuco[5]
  - 16 de julho: Nossa Senhora da Conceição Aparecida é proclamada a Padroeira do Brasil, por decreto do papa Pio XI
  - 26 de julho: O candidato a vice-presidente da República, João Pessoa, é assassinado pelo seu adversário político, João Duarte Dantas, em Recife[6]

### Era Vargas

#### Século XX
- 1930:
  - 3 de outubro: Getúlio Vargas, Góis Monteiro e Osvaldo Aranha iniciam os preparativos para a Revolução de 1930 e em Porto Alegre ocorre a tomada do quartel-general da 3ª Região Militar, considerado ato que desencadeia o golpe de Estado
  - 4 de outubro: Revolucionários derrubam o governo de Minas Gerais
  - 8 de outubro: Revolucionários derrubam o governo de Pernambuco e outros estados nordestinos caem, sob o comando dos tenentes
  - 10 de outubro: Getúlio Vargas parte de trem para o Rio de Janeiro
  - 16 de outubro: Revolucionários derrubam o governo de Santa Catarina e Espírito Santo
  - 24 de outubro - Presidente Washington Luís é deposto pelos seus ministros militares, sendo formada uma Junta Militar com intenção de entregar o poder a Vargas
  - 3 de novembro :A Junta Militar oficializa a entrega do poder à Getúlio Vargas, tornando-o o 14° presidente do Brasil[7]
  - 18 de novembro: É assinado decreto criando a Ordem dos Advogados do Brasil[8]
- 1932: 
  - 24 de fevereiro: instituído novo Código Eleitoral, institui o voto secreto e estende o direito ao voto para as mulheres
  - 9 de julho: Revolução de 1932
- 1934: 
  - 12 de janeiro: A Universidade de São Paulo (USP) é criada pelo governador de São Paulo, Sales de Oliveira.
  - 16 de julho: Promulgada a segunda Constituição republicana.
  - 17 de julho: É realizada a eleição presidencial indireta. Getúlio Vargas é eleito presidente da República com 173 votos pela Assembleia Constituinte, derrotando Borges de Medeiros com 59 votos.[9]
  - 1º de Agosto: Luís Carlos Prestes, que se encontra exilado na Rússia - um dos estados que compõem a União das Repúblicas Socialistas Soviéticas (URSS) - se filia ao Partido Comunista Brasileiro (PCB).
  - 7 de outubro: Acontecem as violentas hostilidades entre integralistas e comunistas, na Praça da Sé, em São Paulo.
  - 14 de outubro: São realizadas as eleições gerais para governador.
- 1935: Intentona Comunista
- 1937: Getúlio Vargas promove um golpe de Estado e instaura o Estado Novo
- 1942: Brasil entra na Segunda Guerra Mundial, contra Alemanha e Itália

### República "populista"

#### Século XX
- 1946: Posse do general Eurico Gaspar Dutra, eleito em 1945, após a renúncia de Vargas
- 1950: Getúlio Vargas é eleito presidente
- 1954: Suicídio de Vargas. Assume a Presidência da República o seu vice, Café Filho
- 1955: Juscelino Kubitschek é eleito presidente
- 1960: 
  - 21 de abril: inauguração de Brasília, a nova capital do Brasil
- 1961:
  - Janeiro: Jânio Quadros assume a presidência da República
  - Agosto: Jânio Quadros renuncia ao cargo; assume o vice, João Goulart

- 1964:
  - 31 de Março: golpe de Estado militar: destituição de João Goulart

### Ditadura militar

#### Século XX
- 1964:
  - Assume a presidência o general Humberto de Alencar Castello Branco

- 1965: Abolido o pluripartidarismo e instituído o bipartidarismo: Arena e MDB;
- 1967:
  - Aprovada pelo Congresso a sexta Constituição Brasileira
  - Assume a presidência o General Artur da Costa e Silva
  - Dezembro: O Congresso é fechado e é decretado o AI-5

- 1969: Assume a presidência o General Emílio Garrastazu Médici
- 1974: Assume a presidência o General Ernesto Geisel
- 1978: Geisel envia emenda ao Congresso que acaba com o AI-5
- 1979: Assume a presidência o General João Baptista de Oliveira Figueiredo
- 1980: Fundação do Partido dos Trabalhadores
- 1983-1984: Movimento Diretas Já promove manifestações populares pedindo o retorno de Eleições Diretas para Presidência da República
- 1984: 25 de abril - Emenda Dante de Oliveira é rejeitada no congresso por não atingir número mínimo de votos a favor
- 1985:
  - 15 de janeiro - Eleito Tancredo Neves pelo colégio eleitoral

### "Nova" república

#### Século XX
- 1985:
  - 15 de março - Assume a presidência interinamente José Sarney, vice de Tancredo, pois Tancredo estava internado com complicações após uma cirurgia de apendicite
  - 21 de abril - O falecimento de Tancredo Neves é declarado oficialmente
  - 22 de abril - José Sarney é empossado em definitivo

- 1986:
  - 1 de março - Lançado o Plano Cruzado, com a criação da nova moeda nacional, o cruzado (Cz$)
  - 15 de novembro - Eleição para a assembleia nacional constituinte que ficaria encarregada de estabelecer a nova constituição brasileira

- 1988: 
  - 6 de abril: Início da formação do Mercosul por Brasil, Argentina e Uruguai
  - 2 de junho: A Assembleia Constituinte aprova o mandato de cinco anos de Sarney
  - 24 de junho: O Partido da Social Democracia Brasileira (PSDB) é fundado
  - 22 de setembro: A Constituição brasileira é aprovada
  - 5 de outubro: É promulgada a sétima Constituição brasileira. O norte de Goiás é emancipado com a criação do estado do Tocantins. Os territórios do Amapá e de Roraima se tornam estados brasileiros
  - 29 de novembro: O Brasil e a Argentina assinam o Tratado de Integração, Cooperação e Desenvolvimento, que estipula um prazo para a criação de uma área de livre comércio entre os dois países
  - 22 de dezembro: O líder sindical seringalista, Chico Mendes, é assassinado a tiros na porta de sua casa, em Xapuri, Acre
- 1989: 
  - 15 de janeiro: É lançado o Plano Verão. O Cruzado Novo começa a circular
  - 1 de abril: O uso do cinto de segurança é tornado obrigatório
  - 18 de abril: O domínio de topo .br da Internet é registrado[10][11]
  - 15 de novembro: Ocorre o 1° turno das eleições presidenciais
  - 17 de dezembro: Ocorre o 2° turno das eleições presidenciais. Fernando Collor de Mello é eleito presidente com 35 milhões de votos válidos contra 31 milhões de Luiz Inácio Lula da Silva
- 1990: Fernando Collor de Mello assume a presidência da República
- 1992: Fernando Collor sofre um processo de impedimento, assumindo seu vice, Itamar Franco
- 1994: Lançamento do Plano Real, pelo então Ministro da Fazenda, Fernando Henrique Cardoso
- 1994: Eleito Fernando Henrique Cardoso
- 1995: Fernando Henrique Cardoso assume a presidência da República
- 1998: Reeleito Fernando Henrique Cardoso
- 1999: Fernando Henrique Cardoso assume a presidência da República pela segunda vez

#### Século XXI
- 2002: Eleito Luiz Inácio Lula da Silva
- 2003: Luiz Inácio Lula da Silva assume a presidência da República
- 2006: Reeleito Luiz Inácio Lula da Silva
- 2007: Luiz Inácio Lula da Silva assume a presidência da República pela segunda vez
- 2010: Eleita Dilma Rousseff, a primeira mulher a ser presidente do Brasil
- 2011: Dilma Rousseff assume a presidência da República
- 2013: Manifestações tomam conta das ruas, na maior parte do Brasil
- 2014: Reeleita Dilma Rousseff
- 2015: Dilma Rousseff assume a presidência da República pela segunda vez
- 2015: Manifestações voltam a tomar conta das ruas, na maior parte do Brasil
- 2016: Dilma Rousseff sofre um processo de impedimento, assumindo seu vice, Michel Temer
- 2018: Eleito Jair Bolsonaro
- 2019: Jair Bolsonaro assume a presidência da República
- 2022: Trieleito Luiz Inácio Lula da Silva
- 2023: 
  - 1º de janeiro: Luiz Inácio Lula da Silva assume a presidência da República pela terceira vez
  - 8 de janeiro: ocorrem ataques às sedes dos três poderes do Brasil